# روحية خانم
روحية ربّاني (بالإنجليزية: Rúhíyyih Khanum)‏ (8 أغسطس 1910 - 19 يناير 2000)، عرفت حين ولادتها بـِ ماري ساذرلاند ماكسويل واشتهرت بلقب روحيه خانم، كانت زوجة لشوقي أفندي، ولي أمر الدين البهائي، من 1937 إلى 1957. في عام 1952، تم تعيينها كأحد أيادي أمر الله، حيث اهتمت بالقضايا المتعلقة بنشر العقيدة البهائية وحمايتها، ولعبت دورًا مهمًا في المرحلة الانتقالية من 1957 إلى 1963.
نشأت روحيّة ربّاني في مونتريال، كيبيك. بعد رحلتين إلى الأرض البهائية المقدسة في حيفا، فلسطين الانتدابية، شاركت في العديد من الأنشطة الشبابية في المجتمع البهائي. تزوجت من شوقي أفندي عام 1937. بعد وفاته، أصبحت روحيه رباني بالنسبة للبهائيين آخر صلة متبقية بعائلة عبد البهاء، الذي قاد الدين البهائي من عام 1892 إلى عام 1921 وكان الابن الأكبر لمؤسس الدين، حضرة بهاءالله. في عام 2004، صوت مشاهدو قناة سي بي سي رقمها 44 على قائمة «أعظم الكنديين» في البرنامج التلفزيوني الكندي الأعظم.
ألَّفت روحية خانم العديد من الكتب المنشورة، مثل «وصفة الحياة» و «الجوهرة الفريدة».

## نشأتها

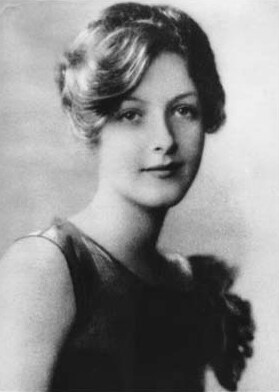
ماري عام 1926 حيث قامت وقتها بالحج للمرة الثانية

ولدت روحية خانم في مدينة نيويورك في 8 أغسطس 1910 لوالدي ويليام ساذرلاند ماكسويل وماي ماكسويل،  ونشأت في مونتريال، كيبيك حيث كان والدها مهندسًا معماريًا بارزًا. كانت ماري من أصل اسكتلندي عن طريق والدها، حيث تعود أصول العائلة إلى أبردين وجيدبرج. وهي أيضًا من أصول إنجليزية عن طريق والدتها. في عام 1912، زار عبد البهاء كندا وأقام في منزل ماكسويلز. وهناك التقى بماري البالغة من العمر عامين، ووصفها بأنها «أصل الطيبة». أظهر عبد البهاء حنانًا شديدًا على الطفلة ماري.
أرادت والدتها أن تمنح ماري تعليماً خالياً من جمود الأساليب التعليمية التقليدية في البلاد، وأنشأت أول مدرسة مونتيسوري في كندا في مقر إقامتها، وحضرت ماري المدرسة. بدأت ماري القراءة والكتابة في سن مبكرة، وتضمنت هواياتها كتابة الشعر والروايات والمسرحيات. تحدثت الإنجليزية والفرنسية والألمانية والفارسية بطلاقة. خلال فترة شبابها، سافرت مرتين إلى المركز البهائي العالمي في فلسطين للحج - الأولى مع والدتها والثانية مع أصدقاء والدتها البالغة من العمر خمسة عشر عامًا. خلال هذه الحج، التقت أولاً بشوقي أفندي، رئيس الديانة البهائية آنذاك.
شاركت ماري في شبابها في العديد من الأنشطة البهائية. في سن 15، انضمت إلى اللجنة التنفيذية لزمالة الشباب الكندي من أجل السلام . كما شاركت في اتفاقيات المساواة العرقية المحلية، بما في ذلك الرقصات. وصفتها إحدى المتفرجات سادي أوغلسبي - وهي من أوائل البهائيين الأمريكيين من أصل أفريقي  - بأنها «ماري ماكسويل البالغة من العمر ستة عشر عامًا، وهي فتاة جميلة وأكثرهم بشاشة ويجب التعرف عليها». بحلول سن الحادية والعشرين، تم انتخابها لعضوية المحفل الروحاني المحلي لبهائيي مونتريال، المجلس البهائي المحلي الحاكم هناك.
اعتبرها معاصروها أنها جذابة وخطيبة موهوبة، رسخت ماري نفسها بسرعة كعضو بارز في المجتمع البهائي في أمريكا الشمالية. قامت برحلات منتظمة حول الولايات المتحدة وكندا لنشر الدين. منذ عام 1932، بدأت في إلقاء محاضرات حول مطالع الأنوار -المؤمنون الأوائل في جميع أنحاء الولايات المتحدة. في مايو 1933، عندما كانت في الثانية والعشرين من عمرها، زارت واشنطن العاصمة وأصرت على أن تكون جميع الاجتماعات مفتوحة لكل من السود والبيض. أجرت محادثات في جامعة هوارد وبذلت جهدًا لمقابلة الأمريكيين من أصل أفريقي المهتمين بالدين البهائي. كما حضرت المناسبات الرسمية مع والدها في مونتريال خلال العشرينات من عمرها، والتقت بالحاكم العام لكندا في مناسبات مثل المعرض الرابع والخمسين للأكاديمية الملكية الكندية.

### أوروبا
كفتاة، أعربت ماري عن رغبة كبيرة في تعلم اللغة الإسبانية. ومع ذلك، فقد أحبطت خططها للسفر إلى جمهورية إسبانيا بسبب الحرب الأهلية الإسبانية. وبدلاً من ذلك، اختارت ماري العيش مع ابن عمها في ألمانيا النازية عام 1935، وهي الخطوة التي أيدها شوقي أفندي. في ألمانيا، شجع شوقي أفندي ماري على تقوية المجتمع البهائي الوليد. اندمجت ماري الصغيرة في الثقافة الألمانية، مرتدية سترة الدرندل وتعلمت التحدث باللغة الألمانية بطلاقة.
أثناء وجودها في ألمانيا، تلقت ماري دعوة من شوقي أفندي للذهاب في رحلة الحج مع والدتها. قبلت الأم وابنتها الدعوة. كانوا يخططون في البداية للسفر عبر البلقان وزيارة البهائيين، لكن الاضطرابات في المنطقة أجبرتهم على السفر مباشرة إلى حيفا.

## الزواج

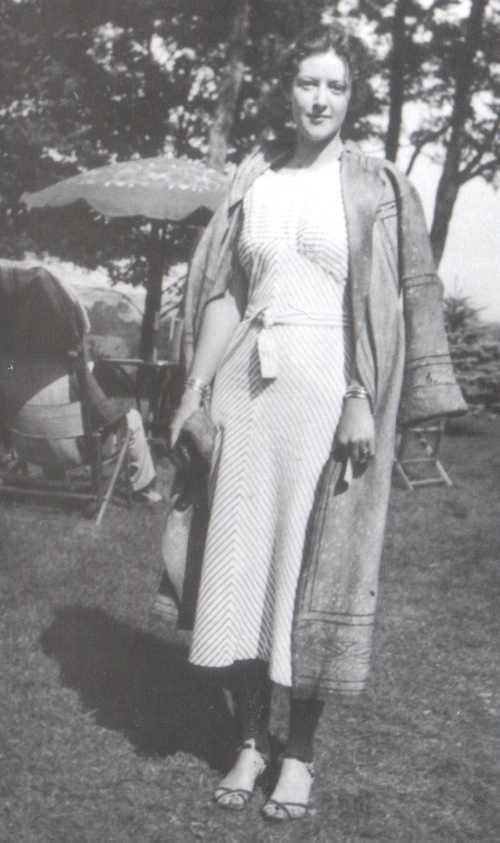
ماري ماكسويل في عام 1934 ، قبل الزواج بثلاث سنوات.

كانت ماري قد أمضت فترات طويلة مع شوقي أفندي قبل الزواج، حيث قابلته لأول مرة عندما كانت في الثانية عشرة من عمرها. ذهبت للحج مرة أخرى بعد ثلاث سنوات، وبعد ذلك ظلت على اتصال دائم بشوقي أفندي. عند وصولهما إلى حيفا في كانون الثاني (يناير) 1937 مع والدتها، بدأ الاثنان علاقة صداقة قصيرة وسرية. في فبراير، كان الزوجان مخطوبين، وأرسلت ماري والدها للحضور بأسرع ما يمكن إلى حيفا. في 24 مارس، في سن ال 26، تزوجت ماري من شوقي أفندي في حفل بسيط. في ذلك الوقت أطلق عليها شوقي أفندي لقب "روحية خانم. أرسل إعلان الزواج الرسمي برقية من والدة شوقي أفندي إلى العالم البهائي:
لتعلن المحافل الاحتفال بزواج ولي أمر الله شوقي أفندي. تكريم لا يقدر بثمن يُمنح لخادمة حضرة بهاءالله روحية خانم الآنسة ماري ماكسويل. ترسيخ اتحاد الشرق والغرب الذي أعلنه الدين البهائي. ضيائية، والدة ولي الأمر.
مع اعتياد روحية على الحياة في الشرق، قام العروسين برحلة إلى سويسرا، وقام شوقي أفندي بتعريف عروسه الشابة على معالمه المفضلة في البلاد. كان من الصعب عليها في البداية التكيف مع منزلها الجديد وعانت فترات من الوحدة والحنين إلى الوطن. بتشجيع من حضرة شوقي أفندي، درست الكتاب المقدس والقرآن وبدأت في تعلم اللغة الفارسية. أصبحت فيما بعد تتحدث اللغة بطلاقة وتمكنت من إلقاء محاضرات باللغة الفارسية. في رسالة إلى والدتها بعد عام من زواجها، كتبت أنه "إذا سألني أحد عن موضوعي في الحياة، يجب أن أقول«شوقي أفندي».

## المناصب المعينة
بعد زواجهما تقريبًا، شغلت منصب سكرتيرة ولي أمر الله، ثم في عام 1941 حتى عام 1957 شغلت منصب السكرتيرة الرئيسية لشوقي أفندي باللغة الإنجليزية. في عام 1951، تم تعيينها في المجلس البهائي العالمي، الذي كان مؤسسة إدارية للديانة البهائية تم إنشاؤها كمقدمة لبيت العدل الأعظم للعمل كحلقة وصل بين المجلس وشوقي أفندي. في وقت لاحق، في 26 مارس 1952، تم تعيينها واحدة من «أيادي أمر الله» - وهي مرتبة متميزة في خدمة الدين  - حيث اهتمت بقضايا تتعلق بنشر الدين وحمايته. .
بعد وفاة شوقي أفندي في عام 1957، أصبحت بالنسبة للبهائيين آخر صلة متبقية بعائلة عبد البهاء، الذي ترأس الدين من عام 1892 إلى عام 1921 وكان الابن الأكبر لمؤسس الدين، حضرة بهاءالله.

## رحلاتها
من عام 1957 حتى وفاتها، سافرت روحيه خانم إلى أكثر من 185 دولة ومنطقة للعمل مع عدة ملايين من البهائيين في العالم. وشجعت بشكل خاص أفراد الشعوب الأصلية على المشاركة في المجتمع البهائي العالمي. أخذتها أسفارها إلى جميع القارات والجزر الصغيرة. تضمنت بعض أسفارها إقامات طويلة. لمدة أربع سنوات، سافرت لمسافة 58000 كيلومتر في لاندروفر عبر إفريقيا جنوب الصحراء الكبرى، وزارت 34 دولة، استقبلها رؤساء الدول في 19 دولة. في رحلة أخرى، زارت ما يقرب من 30 دولة في آسيا وجزر المحيط الهادئ خلال فترة سبعة أشهر. من يناير إلى مارس 1970، عبرت إفريقيا من الشرق إلى الغرب، وقطعت ثلثي المسافة بنفسها، وزارت العديد من مجتمعات البلاد، والتقت بأفراد ومؤسسات، بهائيين ومدنيين.
في الفترة من 1975 إلى 1976، سافرت بالقارب عبر روافد نهر الأمازون في البرازيل وزارت سلاسل الجبال العالية في بيرو وبوليفيا. تمت زيارة ستة وثلاثين مجموعة قبلية على مدى ستة أشهر؛ كانت الرحلة تسمى رحلة الضوء الأخضر،  والتي أعقبت رحلة سفاري روحية خانم الكبرى في أفريقيا.  كانت هناك أيضًا مشاريع تم تطويرها من الرحلة الاستكشافية الأصلية - على خطى رحلة الضوء الأخضر  و Tear of the Clouds .

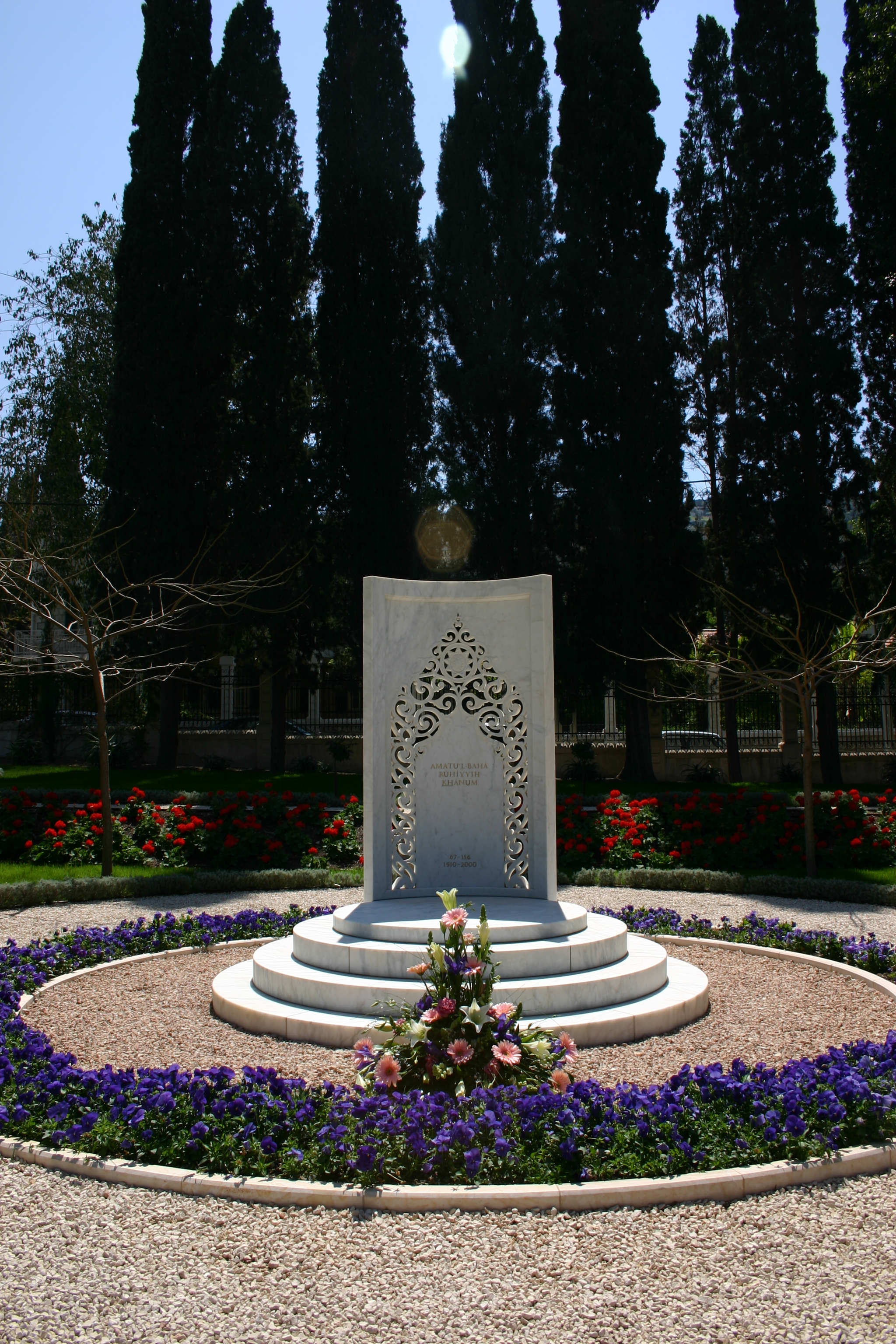
مرقد روحية خانم

خلال أسفارها، استقبلها رؤساء الدول والحكومات التالية أسماؤهم:
- إمبراطور إثيوبيا هيلا سيلاسي
- ماليتوا تانومافيلي الثاني من ساموا الغربية
- رئيسة وزراء الهند أنديرا غاندي
- الرئيس فيليكس هوفويت بوانيي رئيس كوت ديفوار
- رئيس الأرجنتين كارلوس منعم
- رئيس الوزراء إدوارد سيجا من جامايكا
- خافيير بيريز دي كويلار، الأمين العام للأمم المتحدة.[2]

## وفاتها
توفت روحية خانم في 19 كانون الثاني (يناير) 2000 عن عمر يناهز 89 عامًا في حيفا بإسرائيل. دفنت في المركز البهائي العالمي .

## وصلات خارجية
- نخجواني، فيوليت. تحية إلى أمة البهاء روحية خانم .
- نخجواني، فيوليت (1966). أمة البهاء تزور الهند . صندوق البهائيين للنشر، نيودلهي.
- روحية خانم في المكتبة البهائية